# IC 2064
IC 2064 је елиптична галаксија у сазвјежђу Еридан која се налази на листи објеката дубоког неба у Индекс каталогу.
Деклинација објекта је - 15° 41' 7" а ректасцензија 4h 23m 26,7s. Привидна величина (магнитуда) објекта IC 2064 износи 14,8 а фотографска магнитуда 15,8. IC 2064 је још познат и под ознакама NPM1G -15.0228, PGC 146225.